# St. Michael (Fronhofen)

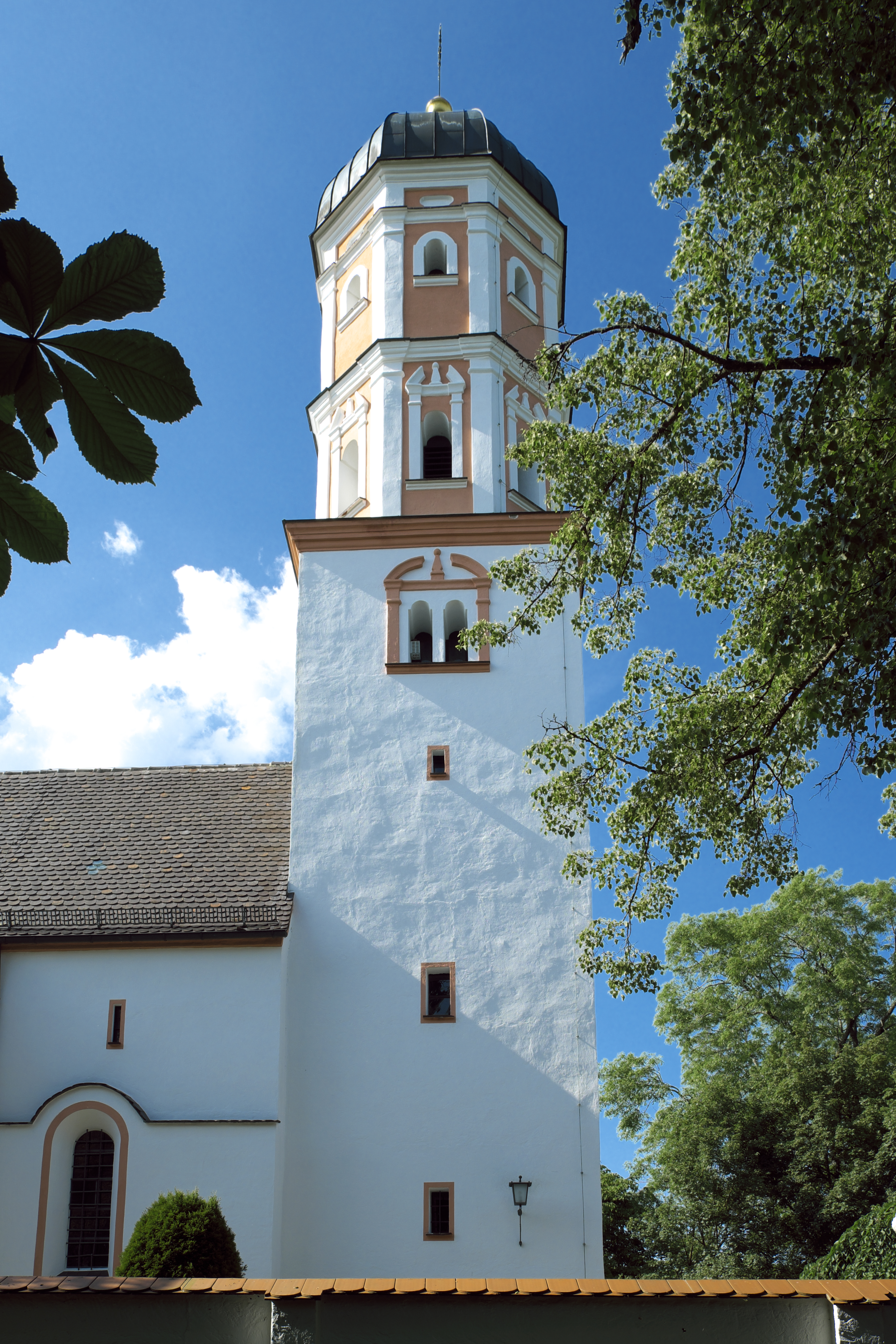
St. Michael in Fronhofen

Die römisch-katholische Pfarrkirche St. Michael steht in Fronhofen, einem Gemeindeteil Bissingen im schwäbischen Landkreis Dillingen an der Donau von Bayern. Das Bauwerk ist in der Liste der Baudenkmäler in Bissingen als Baudenkmal unter der Nr. D-7-73-117-20 eingetragen. Die Kirchengemeinde gehört zum Dekanat Dillingen des Bistums Augsburg.

## Beschreibung
Die im 14./15. Jahrhundert gebaute Saalkirche besteht aus einem Langhaus, das 1684 nach Westen verlängert wurde, einem eingezogenen Chor im Osten und einem Choranschlussturm auf quadratischem Grundriss, der 1745 an die Ostwand des Chors angefügt wurde. Er wurde mit zwei achteckigen Geschossen, die mit Pilastern an den Ecken verziert sind, zur Unterbringung der Turmuhr und des Glockenstuhls aufgestockt, und mit einer Glockenhaube bedeckt. 
Der Innenraum des Langhauses ist mit einer Flachdecke überspannt, der des Chors mit einem Kreuzgratgewölbe. Im Chor befindet sich ein Fresko mit der Darstellung der Trinität. Zur Kirchenausstattung gehört ein Hochaltar, der um 1720 gebaut wurde. Das Altarretabel hat 1860 Joseph Kober mit dem Erzengel Michael bemalt.